# 天津市道路运输管理局
天津市道路运输管理局是中华人民共和国天津市人民政府主管天津市全市市政、公路建设和管理的部门管理机构，现由天津市交通运输委员会管理，规格为副厅级。

## 主要职责
- 管理养护天津市市政公路设施；
- 编制天津市排水、再生水利用、公路、道路、桥梁等基础设施建设发展规划及专项工程规划；
- 制定天津市市政公路基础设施维修计划；
- 起草相关法规和规范性文件；
- 拟定天津市市政公路各项规费收费标准，负责对养路费、排水费等市政公路规费的征收和管理；
- 受天津市人民政府委托，负责公路、道路、排水运行设施的执法监督；
- 对天津市市政公路设施养护、大中修项目监督、监察、考核；
- 负责天津市区、县道路、排水的行业管理。[1]

## 内设机构
天津市市政公路管理局现有19个内设职能处室：
1. 办公室（局办）
2. 计划处
3. 设施管理处
4. 设施养护处
5. 建设管理处
6. 规划处
7. 财务处
8. 规费管理处
9. 审计处
10. 资产管理处
11. 劳动人事处
12. 科技处
13. 安全保卫处（人民武装部）
14. 法规处（政策研究室）
15. 党委办公室（党办）
16. 纪检委（监察室）
17. 宣传部
18. 组织部（统战部）
19. 老干部处